# Ophiulus glandulosus
Ophiulus glandulosus är en mångfotingart som beskrevs av Karl Wilhelm Verhoeff. Ophiulus glandulosus ingår i släktet Ophiulus och familjen kejsardubbelfotingar. Inga underarter finns listade i Catalogue of Life.